# Grewia comorensis
Grewia comorensis är en malvaväxtart som beskrevs av Boj.. Grewia comorensis ingår i släktet Grewia och familjen malvaväxter. Inga underarter finns listade i Catalogue of Life.